# Pfarrkirche Esternberg

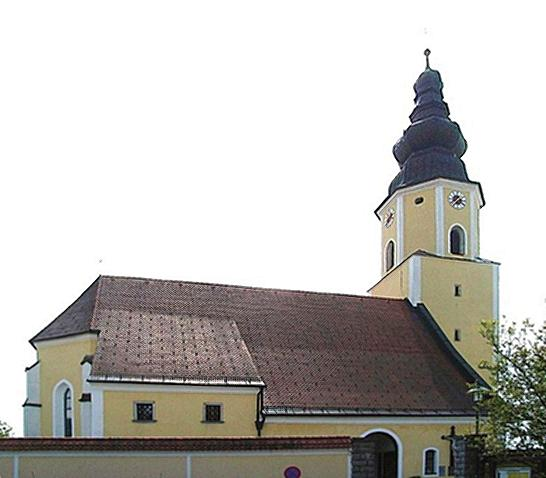
Kath. Pfarrkirche hl. Bartholomäus in Esternberg

Die römisch-katholische Pfarrkirche Esternberg mit dem Patrozinium hl. Bartholomäus steht im Ort Esternberg in der Gemeinde Esternberg im Bezirk Schärding in Oberösterreich. Seit dem 1. Jänner 2023 gehört Esternberg als eine von 12 Pfarrteilgemeinden zur Pfarre Schärding der Diözese Linz. Die Kirche und der Friedhof stehen unter Denkmalschutz.

## Geschichte
Urkundlich wurde im 11. Jahrhundert eine Kirche genannt. Ein gotischer Kirchenbau um 1471 wurde später teils barockisiert. Das Chorgewölbe stammt aus dem vierten Viertel des 15. Jahrhunderts. Ein Ausbau erfolgte wohl gleichzeitig; die Vorsakristei wurde in der zweiten Hälfte des 16. Jahrhunderts aufgezont. Die Barockisierung folgte in mehreren Phasen: das Langhausgewölbe in der zweiten Hälfte des 17. Jahrhunderts, die Sakristei, die Portalvorhalle, die Kreuzkapelle sowie das Gewölbe in der Vorsakristei und das Oratorium um 1720.

## Architektur
Der leicht eingezogene zweijochige Chor mit einem Dreiviertelschluss ist netzrippengewölbt. Das einschiffige dreijochige Langhaus wurde im 17. Jahrhundert mit einem Stichkappengewölbe barockisiert. Die Westempore entstand um 1770. Der mächtige Westturm steht in einer Flucht mit der Langhaussüdseite, wurde oben in ein Achteck übergeführt und trägt einen Zwiebelhelm. Die Nordseite ist durch Anbauten mit einer zweijochigen barocke Kreuzkapelle, einer barocken Portalvorhalle und einer Sakristei mit zweigeschoßiger Vorsakristei gekennzeichnet.

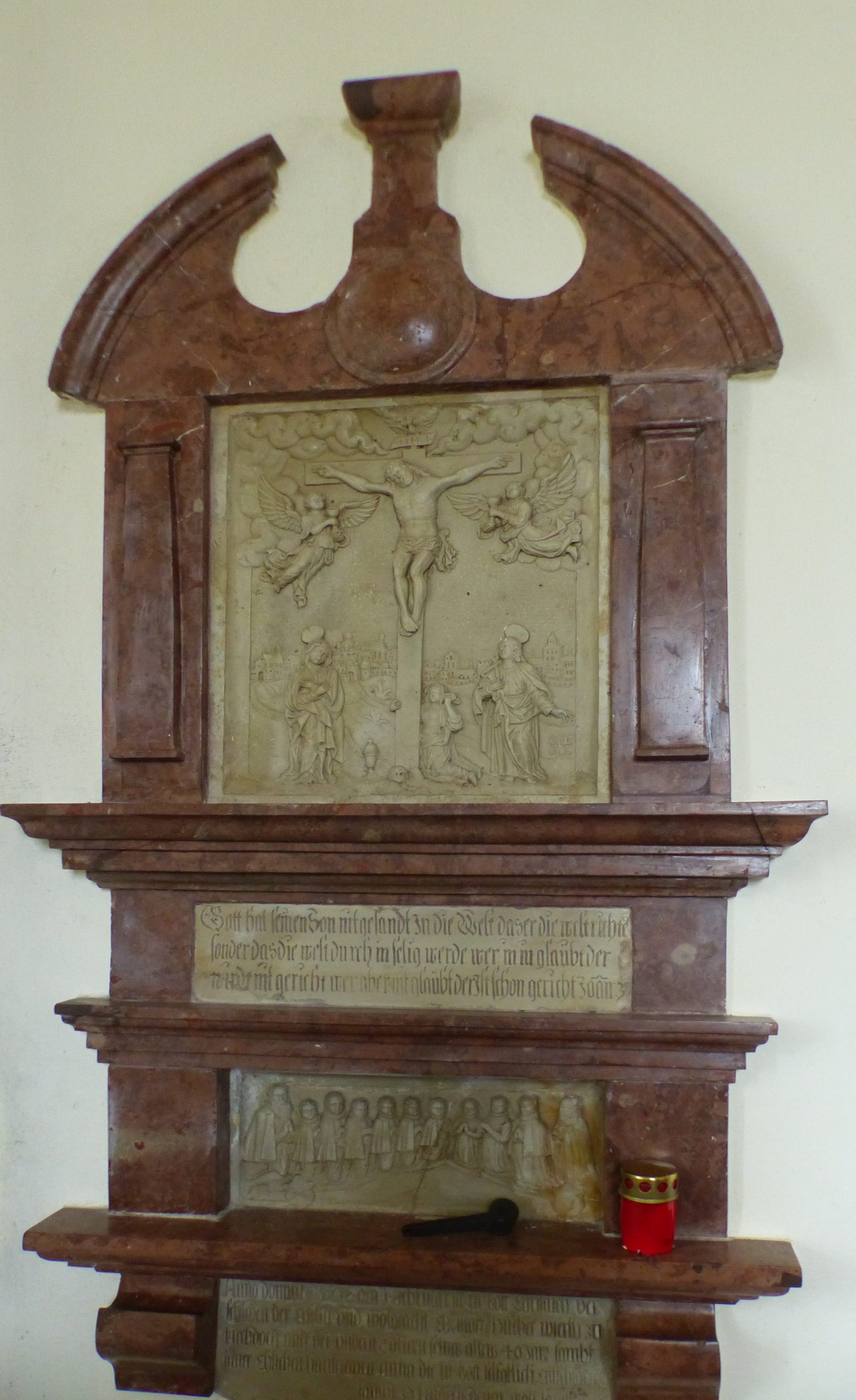
Epitaph Christoph Hueber

## Ausstattung
Die Einrichtung ist neugotisch und neubarock. Der Hochaltar ist ein Werk aus dem Jahr 1869, das 1911 renoviert wurde. Es handelt sich um ein flaches neugotisches Dreinischen-Retabel mit reichem Maßwerkdekor und Fialenbekrönung; er zeigt in der breiten Mittelnische ein Relief des Heiligen Bartholomäus, von Engeln bekrönt, seitlich Figuren der Heiligen Johannes Nepomuk und Franz von Sales, im Gesprenge eine Figur von Christus als Guter Hirte. Der Tabernakel mit Aussetzungsthron ist in Form eines fialenbekrönten Baldachines mit seitlichen Engelsfiguren gestaltet.
Zur Ausstattung gehören Grabsteine aus dem 15. bis 18. Jahrhundert, besonders bemerkenswert dabei ist ein figuraler gotischer Grabstein für Rudolf Trauner von Fürsteneck, gestorben 1526, von Jörg Gartner um 1520 geschaffen. Das Epitaph für Christoph Hueber († 1596) besteht aus einem fünfzonigen architektonischen Aufbau mit gesprengtem Giebel; die Reliefs aus Kalkstein stellen die Kreuzigung sowie die Familie des Verstorbenen dar.
Die Orgel ist ein Werk der Orgelmakerij Gebrüder Reil aus den Niederlanden von 1995 mit Großterz-mitteltöniger Stimmung nach der Arp-Schnitger-Orgel in St. Ludgeri (Norden) mit 17 Registern auf zwei Manualen und Pedal.